# Quantitative Revolution
Die Quantitative Revolution bildet einen der wichtigsten Paradigmenwechsel in der Geschichte der modernen Geographie und bedeutete eine Abkehr von der traditionellen, idiographischen Forschung. Sie trat während der 1950er und 1960er-Jahre ein und markiert einen schnellen Wechsel in der Methode der geographischen Forschung, von Länderkunde in eine räumliche Wissenschaft.

## Hintergrund
Die geographische Wissenschaft wurde in der Nachkriegszeit stark vernachlässigt, galt als schwach und unwissenschaftlich. In den frühen 1950ern gab es wachsendes Bedürfnis dafür, zu untersuchen, wie physische, wirtschaftliche, soziale und politische Prozesse räumlich organisiert sind. Aus einem abstrakten, theoretischen Ansatz zur geographischen Forschung entwickelte sich die analytische Methode der Ermittlung. Die analytische Methode der Untersuchung führte zur Entwicklung von Verallgemeinerungen, die logisch gültig über die räumlichen Aspekte einsetzbar waren.

## Die Revolution

### Verlauf
Die Quantitative Revolution begann in den Universitäten Europas, vor allem in England (University of Cambridge, University of Bristol) und Schweden (Universität Lund), und denen der Vereinigten Staaten (University of Iowa, University of Washington). Besonders der Kooperation zwischen den Universitäten von Lund und Washington kam große Bedeutung zu.
Im deutschen Sprachraum wurde sie zunächst nur zögerlich aufgenommen. Insbesondere im Deutschen Geographentag von Kiel 1969 kulminierten jedoch verschiedene „revolutionäre“ Bestrebungen in der Geographie, unter denen die Quantitative Revolution letztendlich die größte Bedeutung erlangte. Junge Fachvertreter (vor allem Fachdidaktiker) stellten Anforderungen an die künftige Entwicklung der wissenschaftlichen Geographie, die sich als eine theoretische, eine methodische und eine anwendungsbezogene Neuorientierung zusammenfassen lassen.

### Theorie
In theoretischer Hinsicht wegweisend war insbesondere die Habilitationsschrift von Dietrich Bartels, Zur wissenschaftstheoretischen Grundlegung einer Geographie des Menschen. Neuartig war neben dem grundsätzlichen Ansatz, allgemeine Gesetzmäßigkeiten des Raums zu suchen, auch dessen wissenschaftstheoretische Fundierung.

### Methodik
Die „Revolution“ führte zu einem erhöhten Einsatz von EDV-statistischen Methoden, insbesondere multivariaten Analysen der geographischen Forschung. Die neu angewandten Methoden reflektieren eine Reihe von mathematischen Techniken, die die Genauigkeit verbessert. Die quantitative Geografie lässt sich im Wesentlichen in zwei Bereiche unterscheiden: 1. Methoden der Statistik und 2. mathematische Verfahren zur Modellbildung.
Einige der Techniken, die die Revolution verkörpern:
- Inferenzstatistik
- Beschreibende Statistik
- Basis mathematischen Gleichungen und Modelle, wie das Modell der Schwerkraft oder die Coulomb-Gleichung;
- Deterministische Modelle

Die überwiegende Schwerpunkt auf statistische Modellierung wurde schließlich zum Verhängnis der quantitativen Revolution. In den 1970er-Jahren verlor die quantitative Geografie an Bedeutung.

### Anwendung
In ihrer Anwendungsorientierung war die „Revolution“ vor allem an der Maßgabe gesellschaftspolitischer Relevanz orientiert. Wurde die mangelnde Anwendbarkeit zunächst teilweise kritisiert, versuchten Bartels und später Martin Boesch, eine „engagierte“ Geographie auf Grundlage des raumwissenschaftlichen Ansatzes zu konzeptionalisieren. Im englischen Sprachraum gab es mit der welfare geography einen ähnlichen, an Wohlstandsindikatoren wie dem Wohlbefinden orientierten Ansatz.

## Die Folgen
Die größten Auswirkungen der quantitativen Revolution brachte nicht die Revolution selbst, sondern der Effekt der Verbreitung von positivistischen Denken. Das steigende Interesse an der Erforschung der Entfernung als kritischer Faktor für das Verständnis der räumlichen Anordnung der Phänomene während der Revolution führte zur Formulierung des ersten Hauptsatzes der Geographie von Waldo Tobler. Die verstärkten Einsatz von Computern in der Geographie führte auch zu vielen neuen Entwicklungen in der Geomatik, wie etwa die Schaffung und Anwendung von GIS und Fernerkundung.